# Martina Wegman
Martina Wegman (Alkmaar, 12 de junio de 1989) es una deportista neerlandesa que compite en piragüismo en la modalidad de eslalon. Está casada con el piragüista neozelandés Michael Dawson.
Ganó una medalla de plata en el Campeonato Mundial de Piragüismo en Eslalon de 2018, en la prueba de K1 extremo. Participó en dos Juegos Olímpicos de Verano, en los años 2020 y 2024, ocupando el séptimo lugar en Tokio 2020, en la prueba de K1 individual.

## Palmarés internacional
| Campeonato Mundial | Campeonato Mundial      | Campeonato Mundial | Campeonato Mundial |
| Año                | Lugar                   | Medalla            | Competición        |
| ------------------ | ----------------------- | ------------------ | ------------------ |
| 2018               | Río de Janeiro (Brasil) | Medalla de plata   | K1 extremo         |